# 이와쓰키시
이와쓰키시(일본어: 岩槻市)는 일본 사이타마현 동부에 존재하던 시이다.
예전에는 미나미사이타마군에 속했다. 1954년 7월 1일에 이와쓰키정에서 시로 승격해 성립하였다.
2005년 4월 1일에 사이타마시에 편입되었고 옛 시역은 그대로 사이타마시 이와쓰키구가 되었다.
시의 중심부는 에도 시대에 이와쓰키번 5만 5천 석의 성시가 있는 곳으로 닛코오나리 가도의 역참 마을이기도 했다.